# Coalizione di centro-destra alle elezioni politiche in Italia del 2013
La coalizione di centro-destra alle elezioni politiche in Italia del 2013, nota nelle circoscrizioni estere come Centrodestra Italiano, aveva come leader Silvio Berlusconi ed includeva diversi partiti politici:
- Il Popolo della Libertà (PdL) di orientamento populista di destra e liberal-conservatore;
- Lega Nord su posizioni federaliste, volta all'emancipazione delle regioni settentrionali ed alla costituzione di una macroregione del Nord (comprendente Piemonte, Lombardia e Veneto);
- Fratelli d'Italia - Centrodestra Nazionale (FdI - CN), partito nato nel dicembre 2012 e fondato da Ignazio La Russa, Giorgia Meloni e Guido Crosetto, esponenti del PdL vicini alla disciolta Alleanza Nazionale. Si ispira ufficialmente ai moderni valori conservatori;
- La Destra di Francesco Storace, partito minore di idee neofasciste;
- Grande Sud e Movimento per le Autonomie, partiti autonomisti, regionalisti e democratici-cristiani (radicati nell'Italia meridionale), in difesa e a tutela dei diritti delle regioni meridionali;
- altri partiti minori di centro, di destra e varie liste locali e regionali.

## Formazione
Il 6 dicembre, in concomitanza con l'uscita dalla maggioranza di governo del Popolo delle Libertà, Silvio Berlusconi ha annunciato la sua "ridiscesa in campo". Il partito ha così annullato le primarie per la scelta del leader, indette il precedente 24 ottobre.
Il 20 dicembre, i deputati del PdL Ignazio La Russa, Giorgia Meloni e Guido Crosetto lasciano il partito per fondare Fratelli d'Italia - Centrodestra Nazionale, dichiarando che la nuova formazione politica sarebbe stata comunque alleata del PdL alle imminenti elezioni.
Il 7 gennaio è ufficializzato l'accordo con la Lega Nord. Quale capo della coalizione è stato indicato Silvio Berlusconi, che ha tuttavia dichiarato di non essere interessato al ruolo di premier ma a quello di ministro dell'Economia e, a nome del solo PdL, ha designato eventuale presidente del Consiglio il segretario politico Angelino Alfano. Il segretario della Lega Roberto Maroni ha invece proposto per lo stesso ruolo l'ex ministro dell'Economia Giulio Tremonti.
La coalizione partecipa alle elezioni con le liste del Popolo della Libertà, della Lega Nord (che forma un'unica lista con il movimento 3L di Giulio Tremonti), de La Destra, di Fratelli d'Italia - Centrodestra Nazionale.
Nella circoscrizione estera della Camera e del Senato la coalizione si presenta sotto un unico simbolo, precisamente quello del PdL con la scritta Centro Destra Italiano nel simbolo al posto della tradizionale scritta Berlusconi Presidente che è presente nel simbolo del PdL nelle circoscrizioni della madrepatria italiana: nelle elezioni politiche del febbraio 2013 nella circoscrizione estero sono stati eletti solo 1 deputato (su un massimo di 12) e 0 senatori (su un massimo di 6).

## Elezioni ed eventi successivi
Alle Politiche la coalizione non riuscirà ad ottenere il premio di maggioranza alla Camera per lo 0,4% di differenza dalla coalizione di centrosinistra, ottenendo il 29,18% dei consensi contro il 29,55% dell'altra forza politica. Al Senato, invece, avendo conquistato la maggioranza relativa dei voti in molte regioni, al centrodestra andrà il 36% dei seggi, risultando quindi influente per la creazione di una nuova maggioranza di governo.

### Nascita del Governo Letta
A seguito del fatto che nessuna forza politica è uscita dalle elezioni in grado di formare un governo autonomo, dopo lunghe consultazioni il neo-rieletto presidente della Repubblica Giorgio Napolitano incaricherà l'esponente del Partito Democratico Enrico Letta, già sottosegretario alla presidenza del Consiglio nel secondo governo Prodi e più volte ministro, di trovare una maggioranza in grado di sostenerlo a capo del governo.
Nel centrodestra, Lega Nord e Fratelli d'Italia decidono di stare all'opposizione, mentre Il Popolo della Libertà sceglierà di entrare nella maggioranza di governo, ottenendo i 5 ministeri sotto elencati, oltre alla nomina di 2 viceministri e 12 sottosegretari (tra i quali un esponente del Moderati in Rivoluzione e uno di Grande Sud):
- Angelino Alfano, Ministro dell'interno e vicepresidente del Consiglio dei Ministri;
- Beatrice Lorenzin, Ministro della salute;
- Maurizio Lupi, Ministro delle infrastrutture e dei trasporti;
- Nunzia De Girolamo, Ministro delle politiche agricole alimentari e forestali;
- Gaetano Quagliariello, Ministro per le riforme costituzionali.

### La rinascita di Forza Italia
Il 29 giugno 2013 Berlusconi ha annunciato la rinascita di Forza Italia come movimento politico autonomo, mentre il nome "Popolo della Libertà" tornerà a definire la coalizione di centro-destra, confermando anche l'intenzione di continuare a sostenere il governo Letta in coalizione con il Partito Democratico.
Ufficialmente, il cambio della denominazione, del simbolo e dell'organizzazione territoriale del movimento, che sancirà di fatto il ritorno a Forza Italia inizia con la convocazione dell'ufficio di presidenza del PdL il 25 ottobre 2013, a cui non ha comunque partecipato la delegazione dei ministri governativi azzurri, in accordo consensuale con Silvio Berlusconi assieme al quale la corrente delle colombe cerca di evitare scissioni interne al partito per il timore di derive estremiste dello stesso. Lo stesso Alfano, principale figura dei governisti e ministro dell'interno aveva dichiarato poco prima di non partecipare perché il partito restasse unito, e che si stava lavorando per questo con Silvio Berlusconi.
La riunione ha deciso di sospendere quindi l'attività del Popolo della Libertà, al fine di attuare definitivamente il ritorno a Forza Italia con un azzeramento pratico delle cariche e mantenendo Berlusconi alla presidenza. Quest'ultimo ha detto di occuparsi di delegare tutte le singole funzioni del futuro movimento forzista e di affidare la segreteria ancora ad Angelino Alfano, il quale verrà sostenuto assieme agli altri membri del Governo Letta a patto che però facciano convergere le loro politiche nell'azione di governo a quelle decise a maggioranza nel partito. Viene inoltre mantenuto il sì al governo nell'esecutivo di grande coalizione, ma con alcuni paletti che riguardano l'abbassamento della pressione fiscale e una riforma costituzionale in senso presidenziale, per evitare rischi nel raggiungere il quorum dei due terzi nella votazione alla Camera sull'istituzione del comitato bicamerale. All'unanimità si chiede nel partito una riforma della giustizia, rea secondo il consiglio di attaccare dall'inizio della seconda repubblica Berlusconi assieme a parte dei media nazionali, e si pone come obiettivo quello di evitare la decadenza per conto della legge Severino dello stesso.
Infine, per ufficializzare definitivamente l'avvento passaggio a Forza Italia con la carta programmatica sopra citata, si procederà formalmente alla direzione nazionale del 16 novembre 2013.
Il 16 novembre 2013 Silvio Berlusconi scioglie definitivamente Il Popolo della Libertà per farlo confluire nella nuova Forza Italia, al nuovo partito però non aderiscono le cosiddette Colombe del PdL, la corrente guidata da Angelino Alfano che fonda il Nuovo Centrodestra continuando a sostenere il Governo Letta, mentre Forza Italia passa all'opposizione.

## Composizione
| Partiti | Partiti                                             | Ideologia                 | Collocazione    | Leader              |
| ------- | --------------------------------------------------- | ------------------------- | --------------- | ------------------- |
|         | Il Popolo della Libertà (PdL)                       | Populismo di destra       | Centro-destra   | Silvio Berlusconi   |
|         | Lega Nord (LN)                                      | Federalismo               | Destra          | Roberto Maroni      |
|         | Fratelli d'Italia - Centrodestra Nazionale (FdI-CN) | Conservatorismo nazionale | Destra radicale | Giorgia Meloni      |
|         | La Destra (LD)                                      | Neofascismo               | Estrema destra  | Francesco Storace   |
|         | Grande Sud - MpA (GS-MpA)                           | Regionalismo              | Centro-destra   | Gianfranco Micciché |
|         | Partito Pensionati (PP)                             | Tutela dei pensionati     | Centro          | Carlo Fatuzzo       |

## Risultati elettorali
|                | Voti      | %         | Seggi     |           |
| Politiche 2013 | Camera    | 9 922 850 | 29,18     | 124 / 630 |
| Senato         | 9 405 894 | 30,72     | 116 / 315 |           |